# Grań Kościelców

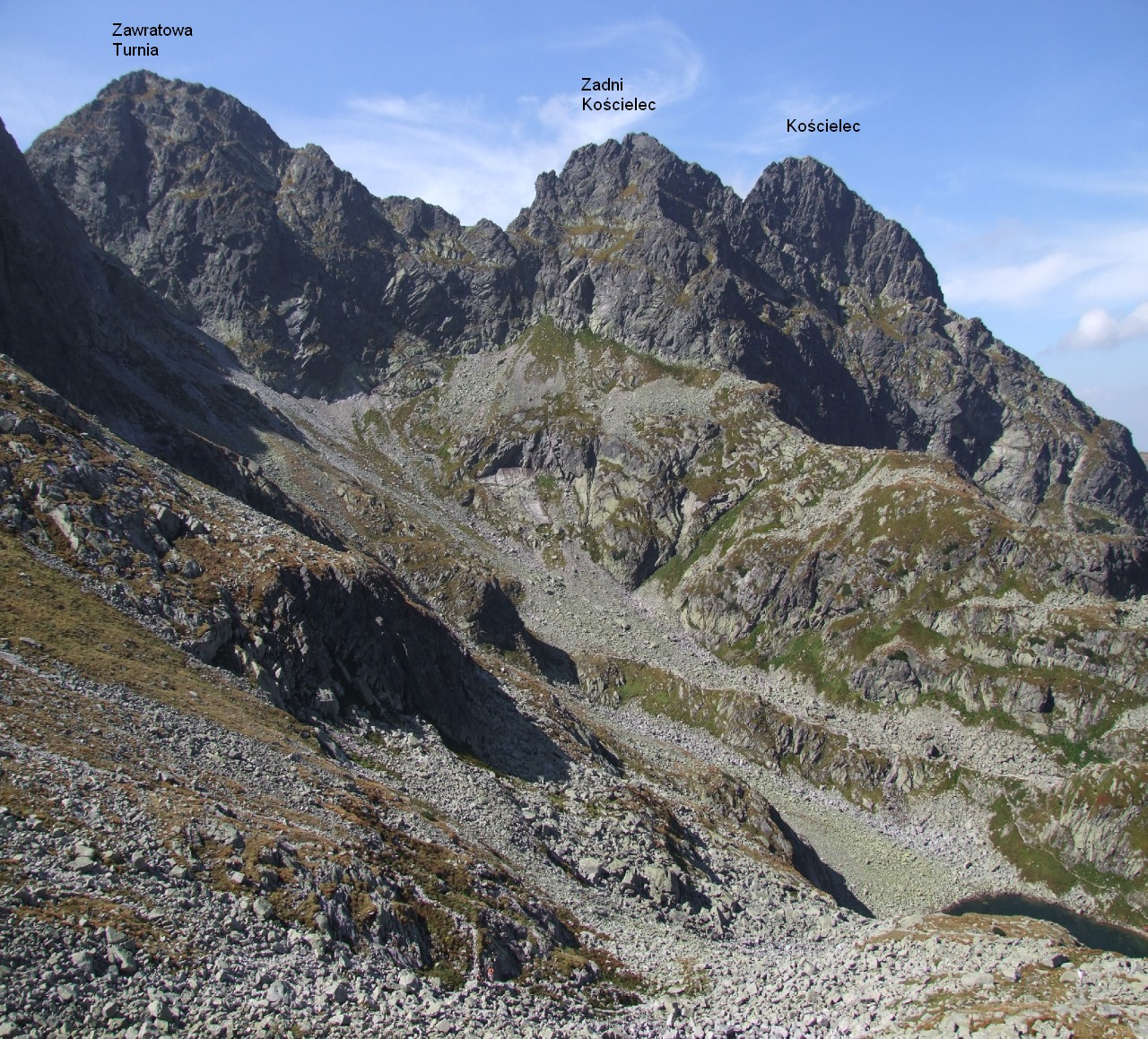
Południowa cześć Grani Kościelców od wschodniej strony

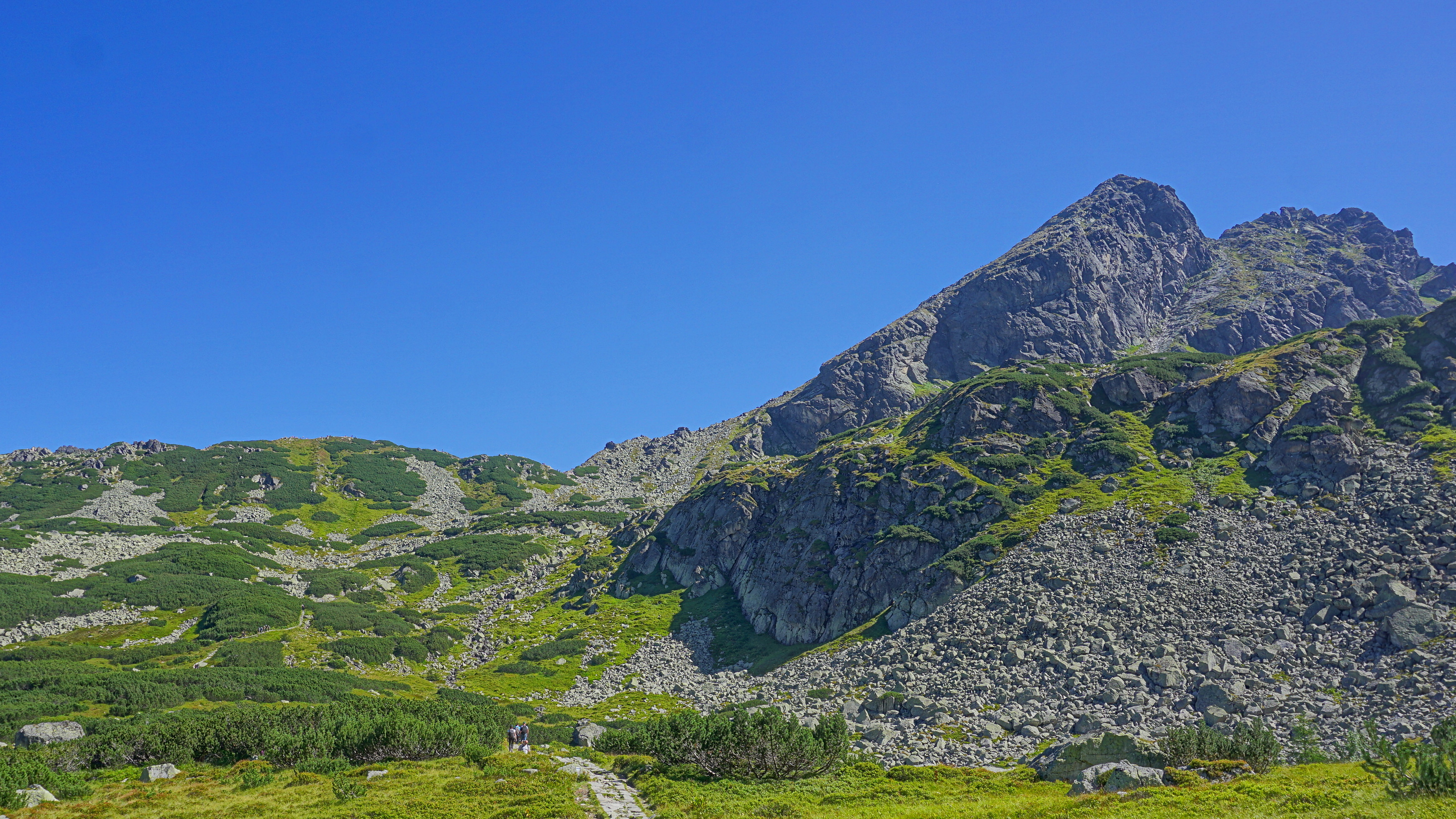
Środkowa część grani od zachodu (grzbiet Małego Kościelca, przełęcz Karb, Kościelec i Zadni Kościelec)

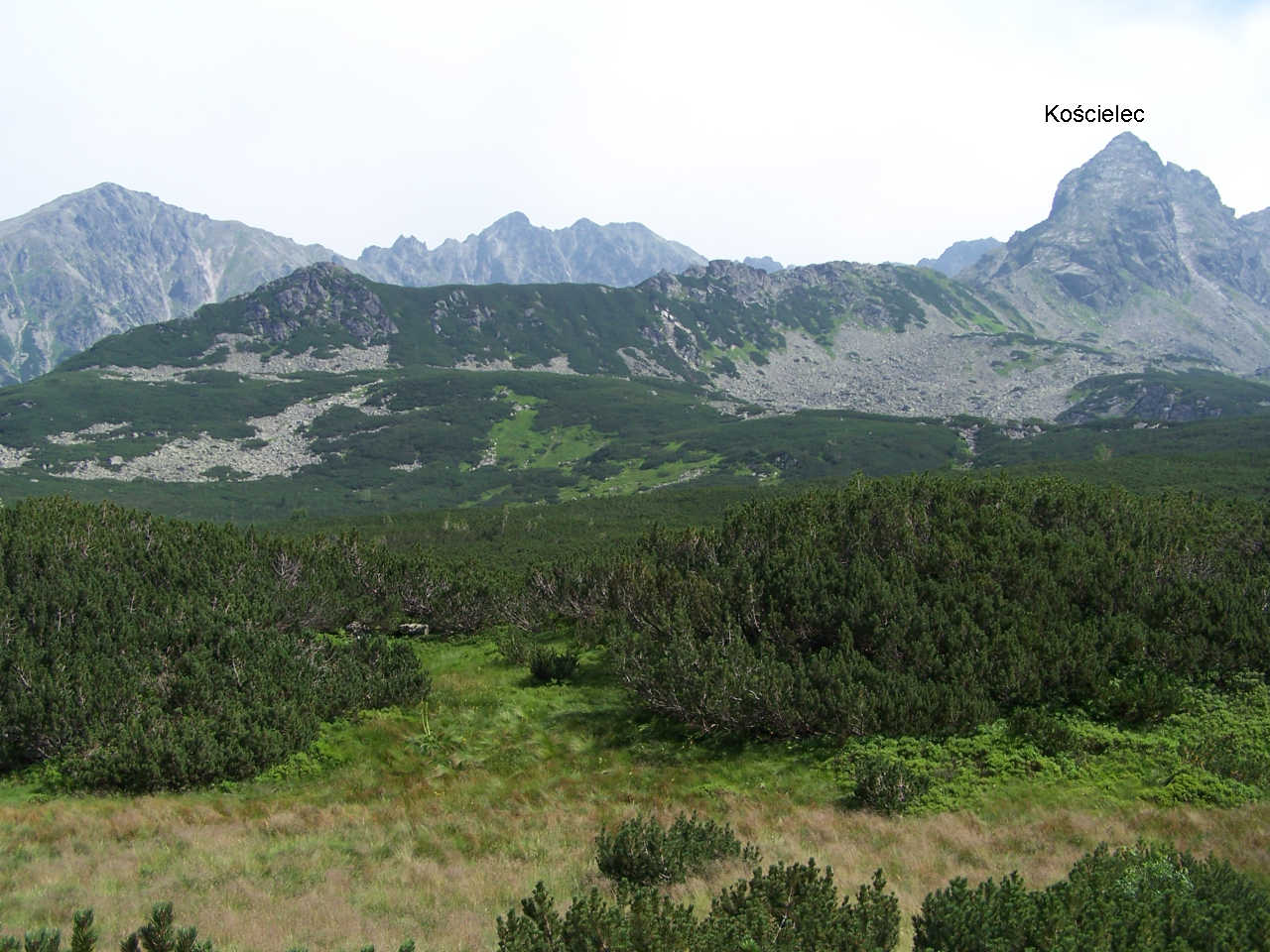
Północna część grani

Grań Kościelców – boczna grań w polskich Tatrach Wysokich, która od Zawratowej Turni, położonej we wschodniej grani Świnicy, odbiega w kierunku północnym, dzieląc Dolinę Gąsienicową na Dolinę Czarną Gąsienicową i Dolinę Zieloną Gąsienicową. W grani tej wyróżnia się kolejno następujące obiekty (od południa na północ):
- wierzchołki 2173 m, 2136 m,
- przełęcz 2104 m,
- Mylna Przełęcz (2096 m),
- Mylna Turnia,
- przełęcz Pośrednie Mylne Wrótka,
- Mylna Kopa (2159 m),
- przełęcz Wyżnie Mylne Wrótka,
- Zadni Kościelec (2162 m),
- Kościelcowa Przełęcz (2110 m),
- Kościelec (2155 m),
- Czuba nad Karbem (1856 m),
- przełęcz Karb (1853 m),
- grań Małego Kościelca z punktami o wysokości kolejno: 1859 m, 1863 m, 1866 m, 1863 m, 1849 m, 1840 m, 1815 m, 1792 m, 1767 m.

Południowa część tej grani wiedzie od Mylnej Przełęczy przez Mylną Turnię na Zadni Kościelec. Dalej zejście na Kościelcową Przełęcz, skąd końcowe 80 metrów wspinaczki wyprowadza na wierzchołek Kościelca. Stąd można zejść szlakiem na Karb.
Pierwsze przejście, zarówno z Kościelca na Mylną Przełęcz (5 sierpnia 1905 r.), jak i w odwrotnym kierunku (11 lipca 1906 r.): Zygmunt Klemensiewicz i Roman Kordys.
Ze względu na litą skałę, niewielkie trudności techniczne i niezwykłą urodę, grań ta jest bardzo często przechodzona przez początkujących taterników. Stąd jej popularność i nieco żartobliwa nazwa Grań Praojców. Według badań Piotra Poloczka opublikowanych w „Taterniku” w latach 1985–1998 rocznie przechodziło ją średnio 108,5 zespołów wspinaczkowych.
W grani Kościelców występują ponadto: Płyta Lerskiego, Mylna Strażnica, przełęcz Niżnie Mylne Wrótka, Kościelcowa Grzęda, Komin Drewnowskiego, Żleb Zaruskiego, Komin Świerza, Depresja Dziędzielewiczów, Okapy Jungera.